# Simone Parodi
Pour les articles homonymes, voir Parodi.
Simone Parodi, né le 16 juin 1986 à Sanremo en Italie, est un joueur italien de volley-ball. Il mesure 1,98 m et joue réceptionneur-attaquant. Il totalise 72 sélections en équipe d'Italie

## Clubs
| Club              | De        | À         |
| ----------------- | --------- | --------- |
| Piemonte Volley   | 2005-2006 | 2005-2006 |
| Volley Corigliano | 2006-2007 | 2006-2007 |
| Piemonte Volley   | 2007-2008 | 2007-2008 |
| Blu Volley Vérone | 2008-2009 | 2008-2009 |
| Piemonte Volley   | 2009-2010 | 2010-2011 |
| Lube Macarata     | 2011-2012 | ...       |

## Palmarès
- Championnat d'Europe 
  - Finaliste : 2011, 2013
- Coupe de la CEV (1)
  - Vainqueur : 2010
- Championnat d'Italie (3)
  - Vainqueur : 2010, 2012, 2014
  - Finaliste : 2011
- Coupe d'Italie (2)
  - Vainqueur : 2006, 2011
  - Finaliste : 2010, 2012, 2013
- Supercoupe d'Italie (2)
  - Vainqueur : 2010, 2012